# اوپال سافر
اوپال سافر (عبری: אופל סופר‎؛ زادهٔ ۲۰ مهٔ ۱۹۹۷) بازیکن فوتبال اهل اسرائیل است.
وی همچنین در تیم ملی فوتبال زنان اسرائیل بازی کرده‌است.